# 物理系统

气象图是物理系统的一个例子

物理系统是指进行物理学研究时所选取的研究对象，系统之外的物理对象则称为环境。物理学研究中，除了环境对于物理系统的影响之外，不研究环境本身。
系统与环境由研究者选定。选取系统时往往使得分析过程变得简单。例如，一根链条、半根链条或链条中的一节都可被选取为一个物理系统。孤立系统是指与环境之间的联系可以忽略的物理系统。
在量子相干性的研究中,“系统”可以指一个物体的微观性质，而对应的“环境”可以是内部自由度。